# Мэрилин Джесс
Мэрилин Джесс (фр. Marilyn Jess; урождённая Доминик Труа (фр. Dominique Troyes); 26 октября 1959, Иль-де-Франс) — французская порноактриса. Известна также под прозвищами «Платинетта» и «Патинетта».

## Биография
Будучи на каникулах в Греции, Доминик познакомилась с отдыхавшим там французским фотографом, предложившим ей сняться ню. Вернувшись во Францию, она сделала фотосессию — и эта деятельность заинтересовала её. Затем последовали фотосессии в эротическом белье, а в 1977 году, как только Доминик исполнилось 18 лет, она дебютировала в порно, снявшись в фильме режиссёра Жоржа Флери «Collégiennes à tout faire» — под псевдонимом Мэрилин Уайлд. Однако это имя казалось ей слишком американским, и для последующих съемок она взяла в качестве фамилии название магазина одежды, в котором являлась постоянной клиенткой — «Джесс».
Джесс быстро составила серьёзную конкуренцию тогдашней королеве французского порно Бриджит Ляэ. Но если красота Ляэ отличалась холодностью, то Мэрилин выделялась природной живостью и юмором, обезоруживая зрителя с первого взгляда. После того, как в 1979 году Ляэ ушла из порно, Джесс стала блондинкой № 1 французского порно, закрепив это звание в следующем году после фильма Клода Муло «La Femme objet», в котором она исполнила роль робота, воплотившего в себе все черты идеальной женщины.
Наряду со съемками в порнофильмах, Мэрилин стала музой команды журнала «Харакири», снимаясь в их сюрреалистических эротических фотокомиксах. Именно в этот период она получила прозвища «Платинетта» и «Патинетта» благодаря цвету своих волос.
В 1987 году Джесс снялась в нескольких американских фильмах, самым известным из которых стал «Traci, I Love You» (в нём Мэрилин составила дуэт с Трейси Лордз), и на этом завершила карьеру порноактрисы, объяснив это опасностью СПИДа. К этому времени её фильмография уже насчитывала более 70 фильмов.
Она занялась выступлениями в пип-шоу на улице Сен-Дени, где проработала до начала 90-х, а также снималась в качестве приглашенной звезды в эротических фильмах.
Мэрилин всегда скрывала свою личную жизнь, и о её теперешней жизни известно мало. По словам режиссёра Джона Б. Рута, она вышла замуж за режиссёра Дидье Филиппа-Жерара, родила двоих детей и занимается продажей картин в собственной галерее.

## Избранная фильмография
- 1977. Collégiennes à tout faire.
- 1979. Déculottez-vous mesdemoiselles.
- 1979. Gamines en chaleur.
- 1979. Jolies petites garces.
- 1979. Parties de chasse en Sologne.
- 1980. Adolescentes à dépuceler.
- 1980. La Femme objet.
- 1980. Internatsgeheimnisse junger Mädchen.
- 1980. Les Mauvaises rencontres.
- 1980. Les Petites écolières.
- 1981. Adorable Lola.
- 1981. Dans la chaleur de St-Tropez.
- 1981. Mélodie pour Manuella.
- 1982. Bourgeoise et… pute!
- 1982. Vacances à Ibiza.
- 1983. Bon chic, bon genre, mais… salopes!!
- 1984. Diamond Baby.
- 1984. Emmanuelle 4.
- 1986. Adolescentes pour satyres.
- 1987. Initiation d’une jeune marquise.
- 1987. Traci, I Love You.
- 1987. Barbara Dare’s Roman Holiday.
- 1987. Girl With the Million Dollar Legs.